# Dragon Down
Dragon Down är ett musikalbum släppt 2004 på Labrador av Tribeca, ett band bestående av Lasse Lindh och Claes Björklund.

## Låtlista
1. "La, La, La Etc"
2. "Her Breast Were Still Small"
3. "Solitude"
4. "Big Hurt"
5. "Kess"
6. "Hide Away"
7. "Modern Issues of the Heart"
8. "Frozen Lake"
9. "Kemikaze Me"
10. "Black"
11. "Electric Light"
12. "The Kid"

## Medverkande
- Tribeca (musiker, kompositör, textförfattare, producent)